# زاروبيزهنفت
زاروبيزهنفت هي شركة نفط روسية تسيطر عليها الدولة ومقرها موسكو وتتخصص في استكشاف وتطوير وتشغيل حقول النفط والغاز خارج الأراضي الروسية.  سيرجي كودريشوف هو المدير العام للشركة، ونيكولاي توكاريف هو رئيس مجلس الإدارة.

## العمليات الدولية
تنفذ شركة زاروبيزهنفت أنشطتها في:
- فيتنام
- كوبا
- البوسنة والهرسك
- كرواتيا
- الأردن
- روسيا (ناينيتس ذاتية الحكم أوكروج)
- أوزبكستان

ويجري تطوير التعاون مع شركات كازاخستان وغينيا الاستوائية وأنغولا والإكوادور وليبيا وغيرها من البلدان المنتجة.

## قسائم نفط صدام
تلقت زاروبيزهنفت قسائم نفط بقيمة 174.5 مليون برميل من برنامج النفط مقابل الغذاء الذي أسيء استخدامه، وفقًا للصحيفة "المستفيدون من قسائم نفط صدام: قائمة 270" .  

## روابط خارجية
- موقع الشركة (الإنجليزية)
- موقع الشركة (الروسية)
- موقع Vietsovpetro (باللغة الإنجليزية)